# Адріан Сервантес
Адріан Сервантес (ісп. Adrian Cervantes; нар. 22 грудня 1985, Мексика) — мексиканський хокеїст, захисник/нападник.
Виступав за команди: «Сан-Херонімо», «Маян Астрономерс».
У складі національної збірної Мексики учасник чемпіонатів світу 2003 (дивізіон II), 2005 (дивізіон III), 2006 (дивізіон II), 2007 (дивізіон II), 2009 (дивізіон II) і 2010 (дивізіон II).